# Indian Village (Califòrnia)
Indian Village és una àrea no incorporada a Furnace Creek, al Parc Nacional de la Vall de la Mort dins del comtat d'Inyo, Califòrnia.
Indian Village es troba a una altura de 60 metres sota el nivell del mar. Es troba a la reserva de la Comunitat índia Death Valley de la tribu reconeguda federalment banda dels timbisha-xoixoni de la Vall de la Mort de Califòrnia, dins dels Parc Nacional de la Vall de la Mort. Aproximadament 50 membres de la tribu ameríndia dels timbisha xoixoni viuen a Indian Village.
Després d'infructuosos esforços per traslladar la banda a les reserves properes els funcionaris del National Park Service van arribar a un acord amb els líders tribals timbisha xoixoni perquè el Cos Civil de Conservació els construís un poble indi als membres tribals prop de la seu del parc a Furnace Creek a 1938.